# Bodovce
Bodovce (bis 1948 slowakisch „Bodolak“; ungarisch Bodonlaka) ist eine Gemeinde im Osten der Slowakei mit 392 Einwohnern (Stand 31. Dezember 2024). Sie gehört zum Okres Sabinov, einem Kreis des Prešovský kraj, sowie zur traditionellen Landschaft Šariš.

## Geographie

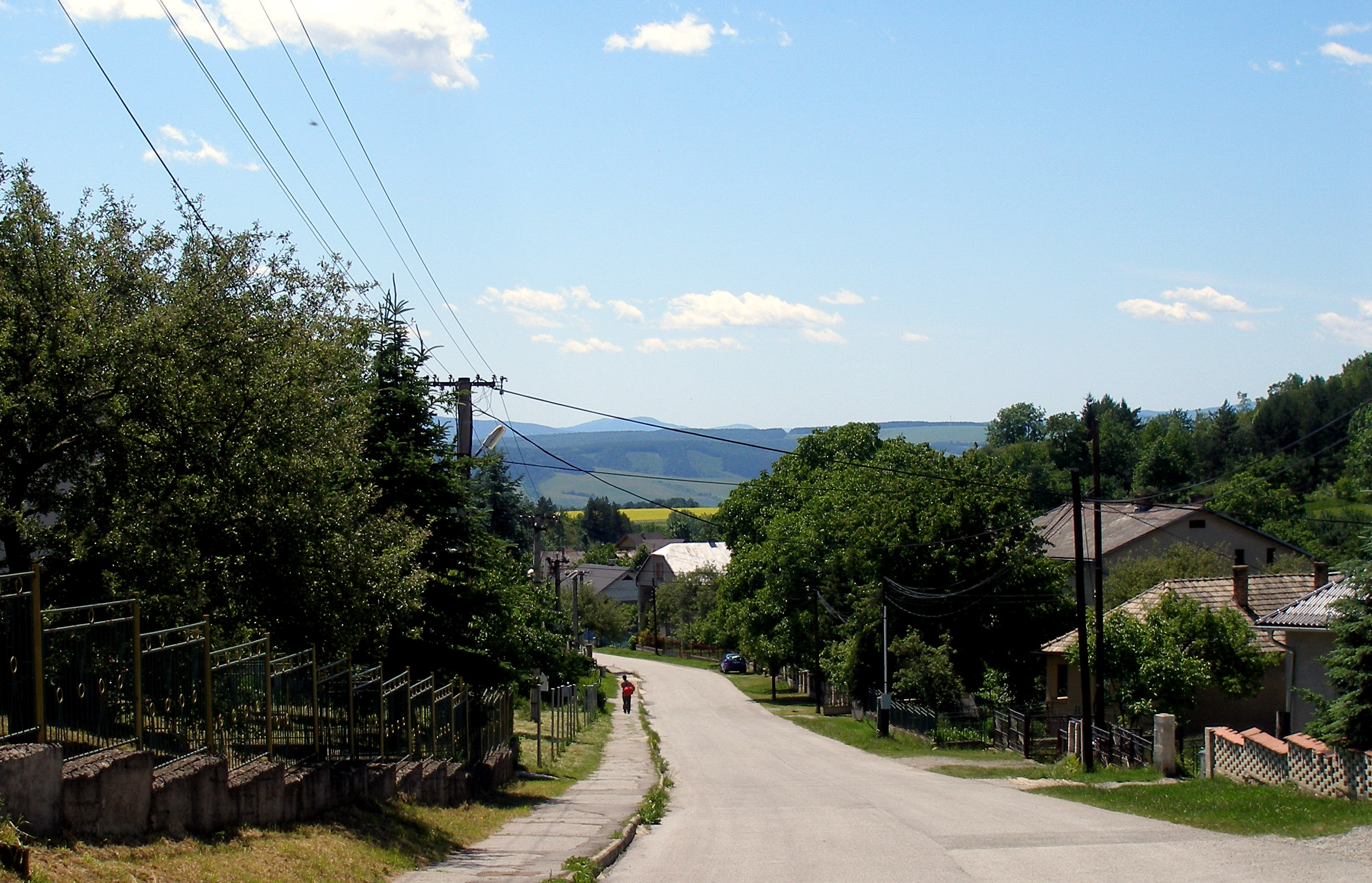
Straße in Bodovce

Die Gemeinde befindet sich im am Südhang des Čergov-Gebirges im Einzugsgebiet der Torysa. Das Ortszentrum liegt auf einer Höhe von 444 m n.m. und ist acht Kilometer von Sabinov entfernt.
Nachbargemeinden sind Olejníkov im Norden, Terňa und Ratvaj im Osten, Hubošovce im Südosten und Šarišské Sokolovce im Süden und Westen.

## Geschichte

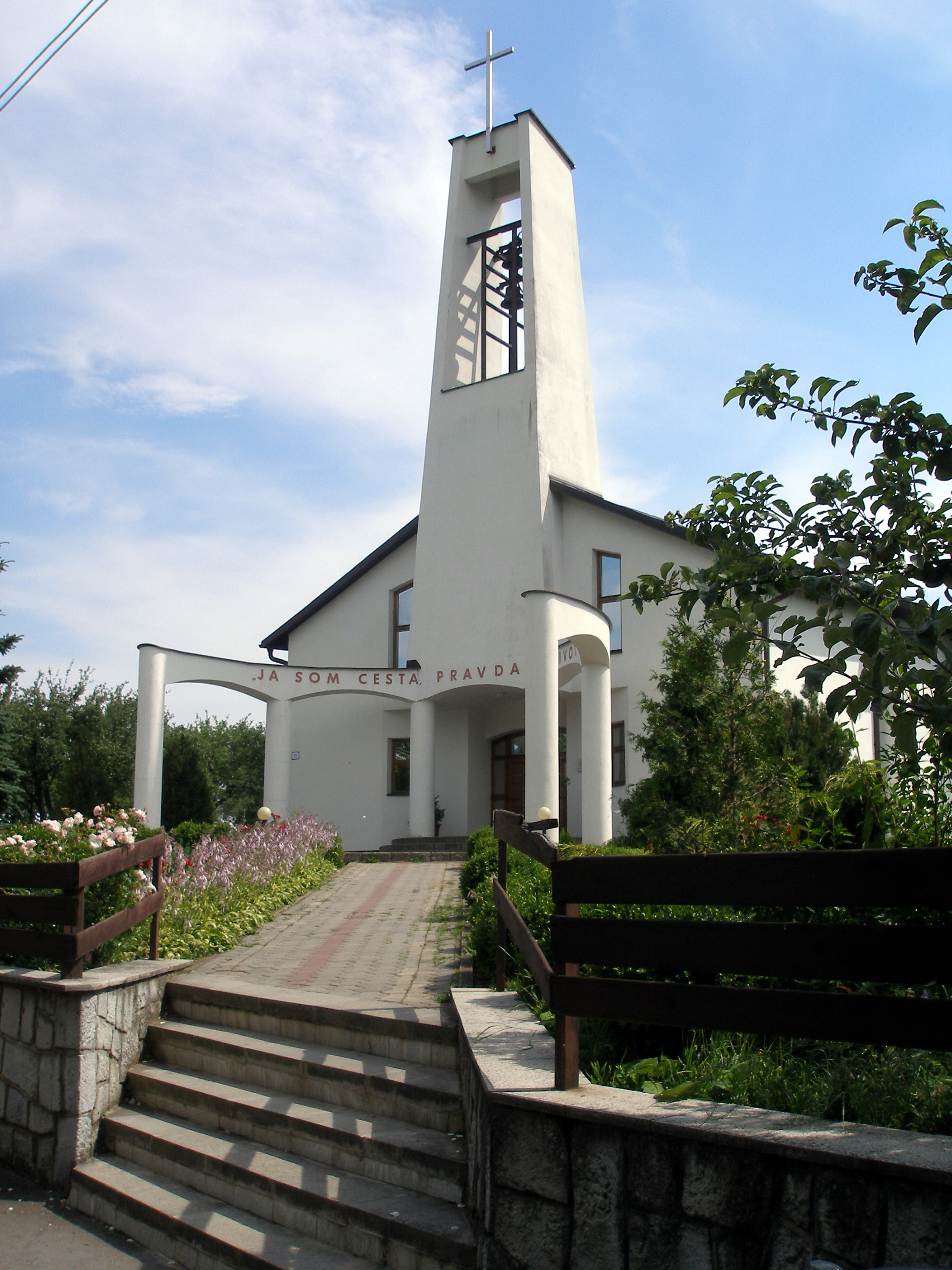
Moderne Kirche

Am Berg Hradová hora im Čergov-Gebirge stand eine befestigte slawische Siedlung aus dem 9. Jahrhundert, die im 11. Jahrhundert im Zuge der Entstehung des ungarischen Staates unterging. Bis auf kleinere Lehm- und Steinüberreste sind heute keine Spuren mehr erhalten.
Bodovce wurde zum ersten Mal 1427 als Bodonlaka schriftlich erwähnt und hatte im selben Jahr eine Steuer in Höhe von 15 Porta zu bezahlen. Der Ortsname soll sich aus dem Namen Bodon und dem ungarischen Wort lak für Siedlung zusammensetzen. Damals war das Dorf Besitz des Geschlechts Tekule, vom 16. bis zum 19. Jahrhundert besaß das Geschlecht Zombory mit mehreren Unterbrechungen Ortsgüter. 1600 standen 13 ausschließlich durch Untertanen bewohnte Häuser im Ort. 1787 hatte die Ortschaft 23 Häuser und 185 Einwohner, 1828 zählte man 34 Häuser und 262 Einwohner.
Bis 1918 gehörte der im Komitat Sáros liegende Ort zum Königreich Ungarn und kam danach zur Tschechoslowakei beziehungsweise heute Slowakei. In der ersten tschechoslowakischen Republik waren die Haupteinnahmequellen der Bevölkerung Landwirtschaft, Waldarbeit und Weberei. Nach dem Zweiten Weltkrieg arbeitete ein Teil der Einwohner in Industriebetrieben in Städten wie Sabinov, Prešov und Košice.

## Bevölkerung
| Jahr                | 1994 | 2004     | 2014    | 2024     |
| ------------------- | ---- | -------- | ------- | -------- |
| Anzahl der Personen | 277  | 321      | 334     | 392      |
| Unterschied         |      | +15,88 % | +4,04 % | +17,36 % |

| Jahr                | 2023 | 2024 |
| ------------------- | ---- | ---- |
| Anzahl der Personen | 392  | 392  |
| Unterschied         |      | +0 % |

Nach der Volkszählung 2011 wohnten in Bodovce 319 Einwohner, davon 305 Slowaken. 14 Einwohner machten keine Angabe zur Ethnie.
292 Einwohner bekannten sich zur römisch-katholischen Kirche, neun Einwohner zur griechisch-katholischen Kirche und ein Einwohner zur Bahai-Religion. Zwei Einwohner waren konfessionslos und bei 15 Einwohnern wurde die Konfession nicht ermittelt.

## Bauwerke und Denkmäler
- Kapelle im spätklassizistischen Stil aus dem Jahr 1862
- moderne römisch-katholische Kirche